# Palhièrs (Losera)
Palhièrs (en francès Palhers) és un municipi francès situat al departament del Losera i a la regió d'Occitània.